# 通貨の供給過剰
通貨の供給過剰（つうかのきょうきゅうかじょう）は、人々が使える能力が欠如するために通貨所有を行う現象である。このことは抑圧されたインフレと共に現れることが珍しくない現象で、ソビエト連邦のような中央計画経済で一般的であった。
ソビエト連邦は1980年代半ばから通貨の供給過剰を経験した。このことは1991年にIMFから報告された。この報告のすぐ後にソ連が崩壊した。